# Pimonte
Pimonte est une commune italienne d'environ 5 800 habitants (2022) située dans la ville métropolitaine de Naples, dans la région Campanie, dans le Sud de l'Italie.

## Administration
| Période                                  | Période | Identité | Étiquette | Qualité |
| ---------------------------------------- | ------- | -------- | --------- | ------- |
|                                          |         |          |           |         |
| Les données manquantes sont à compléter. |         |          |           |         |

### Hameaux
Centro, Tralia, Franche.

### Communes limitrophes
Agerola, Castellammare di Stabia, Gragnano, Positano, Scala, Vico Equense.